# Iyo (huyện)
Iyo (伊予郡 Iyo-gun) là huyện thuộc tỉnh Ehime, Nhật Bản. Tính đến ngày 1 tháng 10 năm 2020, dân số ước tính của huyện là 50.110 người và mật độ dân số là 410 người/km2. Tổng diện tích của huyện là 122 km2.